# Agromyza venezolana
Agromyza venezolana är en tvåvingeart som beskrevs av Spencer 1963. Agromyza venezolana ingår i släktet Agromyza och familjen minerarflugor.
Artens utbredningsområde är Venezuela. Inga underarter finns listade i Catalogue of Life.